# Grammatica della fantasia
Grammatica della fantasia. Introduzione all'arte di inventare storie è l'unico volume teorico dello scrittore e pedagogista italiano Gianni Rodari e la sua opera più importante. Fu pubblicato per la prima volta in Italia nel 1973, presso Giulio Einaudi Editore.

## Descrizione
La Grammatica della fantasia è in qualche modo un resoconto degli studi di Rodari sulla "fantastica", cioè sui meccanismi che regolano i processi creativi e la facoltà umana della fantasia. In particolare lo scrittore si concentra sull'arte di inventare storie, cioè sulle tecniche e strategie che sottendono alla narrazione. Si tratta dell'unico volume dello scrittore di Omegna che non è di pura narrativa ma teorico. Nella quarta di copertina della prima edizione, si riportavano queste parole dell'autore: 
"Quello che io sto facendo è di ricercare le "costanti" dei meccanismi fantastici, le leggi non ancora approfondite dell'invenzione, per renderne l'uso accessibile a tutti. Insisto nel dire che, sebbene il Romanticismo l'abbia circondato di mistero e gli abbia creato attorno una specie di culto, il processo creativo è insito nella natura umana ed è quindi, con tutto quel che ne consegue di felicità di esprimersi e di giocare con la fantasia, alla portata di tutti."
Da questa ricerca, che Gianni Rodari ha condotto per molti anni, è nata la Grammatica della fantasia, una proposta concreta che intende rivendicare all'immaginazione lo spazio che deve avere nella vita di ciascuno. Attraverso le più svariate tecniche dell'invenzione, Rodari ci offre con questo suo libro non un "Artusi delle favole" ma un efficace ed utile strumento "a chi crede nella necessità che l'immaginazione abbia il suo posto nell'educazione; a chi ha fiducia nella creatività infantile; a chi sa quale valore di liberazione possa avere la parola."
La stesura del libro è avvenuta in seguito a una settimana di formazione per il personale della scuola organizzata dal comune di Reggio Emilia dal 6 al 10 marzo 1972. Le tecniche esposte durante il seminario sono la messa a punto di una riflessione che Gianni Rodari inizia fin dalla fine degli anni Trenta quando legge per la prima volta i frammenti del poeta tedesco Novalis e un fascicolo della rivista Prospettive di Curzio Malaparte dedicata al surrealismo francese.
L'opera si sviluppa in 45 capitoli.